# Championnat d'Amérique du Nord féminin de volley-ball 1985
Navigation
Édition précédente Édition suivante
Le 9e championnat d'Amérique du Nord de volley-ball féminin s'est déroulé du 30 septembre au 8 octobre 1985 à Santiago de los Caballeros, République dominicaine. Il a mis aux prises les dix meilleures équipes continentales.

## Classement final
| Place              | Équipe                      |
| ------------------ | --------------------------- |
| Médaille d'or      | Cuba                        |
| Médaille d'argent  | États-Unis                  |
| Médaille de bronze | Canada                      |
| 4                  | Porto Rico                  |
| 5                  | République dominicaine      |
| 6                  | Haïti                       |
| 7                  | Antilles néerlandaises      |
| 8                  | Panama                      |
| 9                  | Guatemala                   |
| 10                 | Îles Vierges des États-Unis |